# بيت يحوق (السدة)

تعديل مصدري - تعديل

بيت يحوق هي إحدى قرى عزلة الأعماس بمديرية السدة التابعة لمحافظة إب، بلغ تعداد سكانها 180 نسمة حسب تعداد اليمن لعام 2004.